# 氏家定直
氏家定直，出生於永正元年（1504年），卒於元龜15年（1570年），是日本戰國時代的武將。最上氏家臣。自稱伊予守。兒子是氏家守棟。　　
侍奉最上義守、最上義光二代的老臣，在軍事、內政兩方面輔佐義守。在1542年天文之亂時擔任最上義守的名代出兵，1570年最上義守和最上義光為家督起爭執，最上義守有意傳位次子中野義時，為避免家中內亂，抱病身奔走勸說父子和睦，促使最上義光得以順利繼承家督。